# Пет Гелсінгер
Патрік Пол Гелсінгер ([ˈɡɛlsɪŋɡər] ; нар. 5 березня 1961) — американський бізнесмен та інженер, який був генеральним директором Intel з лютого 2021 по грудень 2024

## Молодість і освіта
Гелсінгер виховувався на сімейних фермах його батьків, Джун і Пола Гелсінгерів, у сільській місцевості Робезонії, у частині Пенсільванії, де проживають аміші та меноніти. У підлітковому віці він отримав високий бал на іспиті з електроніки Lincoln Tech і виграв стипендію для раннього вступу. Потім він пропустив свій останній рік у середній школі Конрада Вайзера та покинув дім в 16 років і пішов до коледжу. Там він отримав решту знань для закінчення середньої школи та працював техніком на WFMZ-TV Channel 69, а в 1979 році закінчив Lincoln Tech у Вест-Оранджі, Нью-Джерсі.
У 1979 році, у віці 18 років, він переїхав до Силіконової долини, щоб працювати в Intel техніком з контролю якості. Працюючи в Intel, він здобув ступінь бакалавра з електротехніки, отримавши диплом з відзнакою в Університеті Санта-Клари в 1983 році, а потім отримав ступінь магістра з електротехніки та комп'ютерних наук у Стенфордському університеті в 1985 році.

## Кар'єра

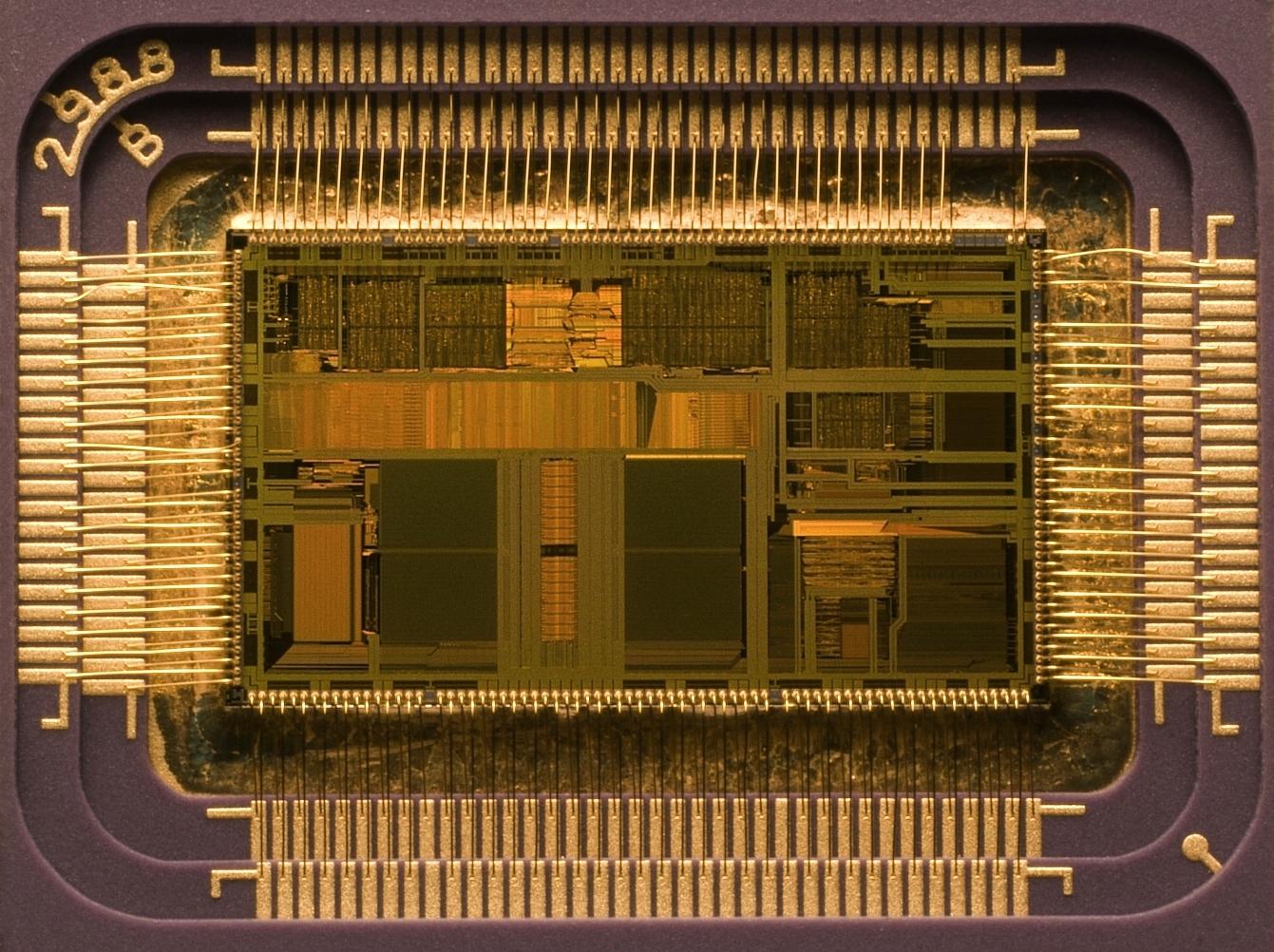
Мікропроцесор Intel 486DX2 з використанням архітектури 80486, розроблений Гелсінгером у 1980-х роках

Гелсінгер вперше приєднався до Intel у віці 18 років у 1979 році, відразу після того, як отримав ступінь асоційованого спеціаліста в Lincoln Tech. Більшу частину своєї кар'єри він провів у компанії в Орегоні, де утримує будинок. У 1987 році він був співавтором своєї першої книги про програмування мікропроцесора 80386. Гелсінгер був провідним розробником процесора 4-го покоління 80486 представленого в 1989 році. У віці 32 років він був названий наймолодшим віце-президентом в історії Intel. У 2001 році під наставництвом генерального директора Intel Ендрю Гроува Гелсінгер став технічним директором компанії, керуючи ключовими технологічними розробками, включаючи Wi-Fi, USB, процесори Intel Core і Intel Xeon, а також 14 проектів мікросхем. Він запустив конференцію Intel Developer Forum як аналог WinHEC Microsoft.
У вересні 2009 року він залишив Intel, щоб приєднатися до EMC як президент і головний операційний директор. У 2012 році він став генеральним директором VMware.
15 лютого 2021 року Гелсінгер знову приєднався до Intel як її новий генеральний директор після того, як до цього він провів 30 років кар'єри в компанії на різних технічних інженерних і керівних посадах. Це сталося після тиску на реорганізацію через падіння цін на акції з боку її нового активного інвестора Third Point Management. Гелсінгер очолив корекцію курсу Intel, включаючи будівництво двох заводів (фабрик) в Аризоні вартістю 20 мільярдів доларів для запланованого розширення. ЗМІ повідомили про позитивні відгуки про призначення Гелсінгера та назвали це рішення причиною зростання цін на акції Intel майже на 8 %. 23 березня 2021 року акції Intel зросли понад 6 % після зауважень Гелсінгера щодо стратегії компанії.
У травні 2021 року Гелсінгер дав інтерв'ю Леслі Шталь із 60 Minutes. Гелсінгер заявив, що Intel планує наздогнати тайванського виробника чіпів TSMC і корейського виробника чіпів Samsung протягом наступних п'яти років. Він оголосив про заплановану модернізацію фабрики Intel у Нью-Мексико вартістю три з половиною мільярди доларів.
У березні 2022 року Гелсінгер особисто оголосив про початок будівництва абсолютно нового заводу вартістю приблизно 20 мільярдів доларів США поблизу Магдебурга, земля Саксонія-Анхальт, Німеччина, влаштувавши 7000 людей під час будівельних робіт і 3000 людей на виробництві в 2027 році.
1 грудня 2024 року Гелсінгер пішов з посади гендиректора Intel і ради директорів компанії. Фінансовий директор Девід Зінснер і виконавчий директор Мішель Джонстон Холтхаус були призначені тимчасовими співвиконавцями, а член правління Френк Йірі обійняв посаду тимчасового виконавчого голови оскільки компанія проводить пошук нового постійного генерального директора. Холтхаус також був призначений новоствореним генеральним директором продуктів Intel, який, серед іншого, контролюватиме центр обробки даних і роботу з продуктами штучного інтелекту.

## Почесті та призначення
У 2008 році він був призначений членом Інституту інженерів з електротехніки та електроніки та є директором Асоціації напівпровідникової промисловості (SIA). Він є членом Консультативного комітету телекомунікацій національної безпеки (NSTAC).
Гелсінгер має вісім патентів на дизайн, розроблений для комунікацій, комп'ютерної архітектури та дизайну Схем надвеликого рівня інтеграції.
У 2021 році Гелсінгер був призначений до Ради радників з науки і технологій президента Джо Байдена. На цій посаді він консультував Байдена щодо дефіциту мікросхем і виступав за прийняття Закону про CHIPS і науку. У березні 2022 року Гелсінгер був гостем звернення Байдена до народу Байден висловився за інвестиції Intel у виробничі заводи в США і разом з Гелсінгером відвідав завод вартістю 20 мільярдів доларів в Огайо.

### Почесті
У жовтні 2021 року Гелсінгер був прийнятий до Товариства людей, які змінюють світ, Уесліанського університету Індіани. Під час виступу в кампусі він отримав ступінь почесного доктора наук, а бронзовий бюст Гелсінгера було встановлено в ротонді бібліотеки університету. У 2022 році він отримав почесний ступінь доктора інженерних наук Університету штату Огайо.

## Особисте життя
Гелсінгер і його дружина Лінда є християнами які «підтримують численні гідні справи», включаючи спонсорство медичних команд з надання допомоги при стихійних лихах. У 2013 році Гелсінгер став співзасновником Transforming the Bay with Christ (TBC) — коаліції бізнес-лідерів, венчурних капіталістів, керівників некомерційних організацій і пасторів, яка має на меті навернути один мільйон людей протягом наступного десятиліття. Він допоміг заснувати християнський заклад у Сакраменто Університет Вільяма Джессапа, від якого також отримав ступінь почесного доктора. У Гелсінгера та його дружини 4 дітей.